# Nazaret
Nazaret (hebrejsko: נצרת‎ [Náẓərat, Nazerat]; arabsko: الناصرة [an-Nāṣira, al-Nasira] = Zmagoviti) je mesto v Izraelu. Po pričevanju Svetega pisma je v Nazaretu preživel velik del svojega otroštva in mladosti Jezus, ki so ga zato imenovali tudi Jezus iz Nazareta.
Sodobni Nazaret ima okoli 70000 prebivalcev, skupaj z Nazaret Ilitom (hebrejsko: נצרת עילית‎ = Zgornji Nazaret), ki leži v neposredni bližini, pa okoli 120000 prebivalcev. Stari oziroma Spodnji Nazaret ima danes pretežno arabsko govoreče prebivalstvo in velja za največje arabsko mesto v Izraelu. Med prebivalci je kar precej kristjanov (35-40 %), ostali so muslimani. V Novem oziroma Zgornjem Nazaretu pa živijo pretežno judovski prebivalci.
Nazaret leži približno 25 km od Genezareškega jezera in 5 km od gore Tabor.

## Novozavezni Nazaret
Sveto pismo nove zaveze navaja, da sta Marija in Jožef živela v Nazaretu. Nazaret velja tudi za kraj Marijinega oznanjenja, ko ji je angel Gabrijel oznanil, da bo rodila Jezusa. 
V času Jezusovega rojstva sta se Marija in Jožef nahajala v Betlehemu, kamor sta morala zaradi popisa prebivalstva. Po tem je  mlada družina preživela še nekaj časa v Egiptu, kamor so se zatekli pred preganjanjem Heroda Velikega. Pozneje so se Marija, Jožef in Jezus vrnili v Nazaret, ki ga zato štejemo za Jezusov domači kraj. Jezus se zato imenuje Jezus iz Nazareta ali tudi Jezus Nazarjec (starejša oblika: Jezus Nazarenec, Jezus Nazarenski). Nekateri zgodovinarji opozarjajo na možnost, da je pri tem prišlo do nesporazuma in da pridevnik Nazarejec pomeni človeka, ki je opravil Nazirsko zaobljubo (4 Mz 6,1-21) - hebrejska beseda נזיר‎ [nazir] pomeni posvečen.
V Nazaretu stoji katoliška Cerkev Marijinega oznanjenja, ki je največja krščanska cerkev na bližnjem vzhodu in stoji na mestu kjer naj bi se zgodilo angelovo oznanjenje Mariji. Na drugem možnem mestu, kjer naj bi se zgodil ta dogodek, stoji pravoslavna Cerkev angela Gabrijela.
Melkitska grkokatoliška Cerkev (katoliška Cerkev vzhodnega obreda) upravlja Shodnično cerkev, ki naj bi stala na mestu shodnice (sinagoge), kjer je Jezus začel učiti.
Cerkev Jožefa Tesarja stoji na mestu, kjer naj bi bila Jožefova tesarska delavnica.
Cerkev Mensa Christi (Kristusova miza, Kristusova jedilnica) stoji na mestu, kjer naj bi Jezus po vstajenju od mrtvih obedoval s svojimi apostoli. Upravljajo jo frančiškani.
Na griču nad mestom stoji Cerkev Jezusa Mladostnika, ki jo upravljajo salezijanci.